# Coppa Italia (ishockey)
Coppa Italia i ishockey spelades 1973, 1974, 1991 och 1998, för att från säsongen 2000/2001 bli årlig.

## Albo d'oro
- 1973 - SG Cortina
- 1974 - SG Cortina
- 1991 - Asiago Hockey AS
- 1998 - CourmAosta
- 2000/2001 - Asiago Hockey AS
- 2001/2002 - Asiago Hockey AS
- 2002/2003 - HCJ Milano Vipers
- 2003/2004 - HC Bolzano Foxes
- 2004/2005 - HCJ Milano Vipers
- 2005/2006 - HCJ Milano Vipers
- 2006/2007 - HC Bolzano Foxes
- 2007/2008 - SG Pontebba Aquile
- 2008/2009 - HC Bolzano Foxes
- 2009/2010 - SV Renon
- 2010/2011 - HC Val Pusteria
- 2011/2012 - SG Cortina